# スペシャル・ブロードキャスティング・サービス
スペシャル・ブロードキャスティング・サービス（Special Broadcasting Service, 略号 SBS）は、オーストラリアの公共放送局。

## 概要
オーストラリアは移民国家として発展し、国語である英語圏以外の先住民や移民が多い。それらを加味し、英語以外の多言語放送が全体の半数を占めており、法的に定められてもいる。財源は交付金と広告収入。政府交付金を主な収入源としているが、コマーシャルが認められている。
1975年にラジオ放送を開始。テレビは1980年から。2002年にはデジタル放送で2つのテレビチャンネルを追加した。
静岡放送 (SBS) や韓国のSBSと略称が同一だが、関連はない。

## サービス
- ラジオ放送 (SBS Radio)（アナログ／デジタル／インターネット）
- テレビ放送 (SBS-TV)
  - SBS（総合編成チャンネル）
  - SBS HD（ハイビジョン）
  - SBS VICELAND
  - SBS WORLD MOVIES（全世界の映画をお送りする海外映画専門チャンネル）
  - SBS FOOD（無料のグルメ専門チャンネル）
  - NITV（全国先住民テレビ放送）
  - SBS WORLDWATCH（多言語ニュース専門チャンネル）

## 主な番組
- SBS World News（オーストラリアのニュースはもちろん、全世界の国際情報をお届けする英語ニュース番組。）
- SBS Chinese News
- SBS Arabic News
- dateline

## 多言語放送
ラジオ放送は68言語で行っている。1週間に1時間、オーストラリア内での使用者数の多い言語にはさらに多くの放送枠が与えられる。ラジオ番組はシドニーとメルボルンからそれぞれ半数の言語の番組を制作・生放送する。時差で遅れる地域には現地時間に合わせ、録音放送する。
テレビ放送はシドニーで制作・送出されている。連邦首都キャンベラと各州都にはスタジオがある。
テレビニュース "WORLDWATCH" は日本、香港、フィリピン、イタリア、ドイツ、スペイン、フランス、ギリシャ、インドネシア、アメリカ、ハンガリー、韓国、マルタ、ポーランド、ウクライナ、トルコ、インド、カタール、タイ、イギリスなどからのニュース番組を録画放送する。英語字幕はついていない。
英語圏以外からのテレビ番組、映画を購入し、英語字幕または吹き替えて放送する。英語版を共同制作して放送することもある。

## 日本語放送
- ラジオ放送はメルボルンから長尾久昭が担当。放送は火曜、木曜と土曜の午後10時（オーストラリア東部標準時、UTCでは12時〈現地冬時間のとき〉または11時〈夏時間のとき〉）から1時間。インターネットでも聴取可能。
  - 長尾はかつてラジオ・オーストラリア（オーストラリア放送協会国際放送）の日本語アナウンサーもしていた。
- テレビでは日本の公共放送NHKのニュース番組を日本語のままで放送している。SBS WORLDWATCHでは午後11:00-11:35（毎日：今夜のニュース7）。

## エピソード
- 2004年、アテネオリンピックの放映権を取得していたチャンネル7が計画していた多チャンネルでの放送が頓挫したため、SBSでも放送することとなった。
- 2006ドイツワールドカップより、チャンネル9に代わってFIFAワールドカップの放映権を獲得。ドイツワールドカップ予選、南米・オセアニア地域のプレーオフでオーストラリア代表がウルグアイ代表を下し、初のFIFAワールドカップ出場を決めた試合はSBS史上、最も多くの視聴者数を得た。本戦でも、深夜ながら多くの視聴者の支持を得ている。
- また、オーストラリア出身選手が多く出場する、自転車競技のツール・ド・フランスも衛星生中継で放映されている。